# کلامور هاینریش آبل
کلامور هاینریش آبل (آلمانی: Clamor Heinrich Abel؛ ‏ ۱۶۳۴ – ۲۵ ژوئیهٔ ۱۶۹۶) آهنگساز و نوازندهٔ ویولن و ارگ اهل آلمان بود. او موسیقی‌دان دربار کوتن و نوازندهٔ ارگ در تسله بود.
از معروف‌ترین آثار وی می‌توان به آهنگ‌هایی برای ارکستر سازهای زهی و موسیقی مجلسی اشاره کرد. وی پدر کریستیان فردیناند آبل و پدربزرگ کارل فریدریش آبل و لئوپولد آوگوست آبل بود.